# 山內鈴蘭
山內鈴蘭（日语：山内 鈴蘭，1994年12月8日—），是是日本偶像女子團體SKE48 Team S的成員，過去是AKB48 Team B的成員之一，後來因「AKB48 Group大組閣祭」而移籍至SKE48。出生於千葉縣。於2012年3月25日埼玉super arena發表移籍至堀製作。

## 經歷
2009年
9月20日、AKB48第六回研究生（9期生）甄选合格。
2010年
6月9日、以研究生的身份在AKB48第2回选拔总选举中進入undergirls行列，最終排名第36位，获得1945票。
12月8日、AKB48 五周年纪念公演升级为正规成员规格。所属的Team暂时未定。
2011年
6月6日，《見逃した君たちへ》～AKB48グループ全公演～ H1st《僕の太陽》公演最后，AKB48新隊伍Team 4宣告成立，山內鈴蘭成為該隊伍的初期成員之一。
3月10日，被雑志《ヤングジャンプ》和 AKB48 共同企划的组合 「YJ7」 选为成员之一。
7月，在AKB48演唱会《よっしゃぁ～行くぞぉ～！in西武ドーム》中首次作为Team4成员参演。
8月2日，作為Team4一员首次進行了以Team4為主演的演唱會，AKB48 全国巡回 in 鹿儿岛。

## 人物
- 个人的宣传短语（catch phrase）是「一番可愛いらんらん。アナタの笑顔が見たいから鈴蘭パワー全開でいきます！！」（第一可爱的兰兰。为了见到你的笑容，铃兰能量全开！）2011年2月开始使用過的宣传短语（catch phrase）是「チビだけどやる気と根性だけは誰にも負けない。いつだってニコニコな小天使」（虽然身体矮小，干劲和根性却不会输给谁！总是微微笑的小天使～）
- 主要的昵称是らんらん，2ch地下偶像版上習慣使用“ちゅっちゃん”这个小時候爸爸叫的小名以及延伸的稱呼。
- 是家中独女，“进入AKB48后、第一次年末呆在国内过年”[1]这样的剧场公演談話话题在AKB的饭中间广为流传。进入AKB之前，两亲一直培养她打高尔夫球，初中時曾經参加过09年日本关东地區入门级高尔夫预选大会。[2]　從2011年下半年開始，在AKB48由研究生升格成为正式成员半年后，开始作為會打高爾夫的偶像參加活動[3]
- 自认为是所谓活泼笨蛋属性，擅长做鬼脸，模仿搞笑和“冷场艺”。在剧场公演进行过勇于进行新的尝试。Team B五代公演，《剧场女神》公演时，主持第三段过场MC开头使用与成员扮演小短剧的方法来破题是固定节目。
- 从7岁左右就开始学习Hip-hop舞蹈，曾经自己谈到国中一年级时有被星探发掘的经历。[4]

- 虽然被人认为是有钱人家的大小姐，但是其實有对自身的问题一个一个用心解决的努力家的一面。[1]
- 有强烈的为粉丝服务的意识、官方經營的付費手机邮件服务的文章也很有趣。[1]比如发送过「电光石火ピガガガガ！！」「高速道路上和我握手！」这样奇妙的内容，周刊Young Jump论其为萌和前卫两立的存在。[5]
- 2010年还是研究生而非正式成员的她，在AKB48官方举办投票活動“AKB48第二回选拔总选举”里面排名第36位。研究生里面仅次于28位的岛崎遥香。
- 与前同期研究生绢本桃子曾经长时间合作单元曲目，互相称为相方，虽然绢本毕业但仍然有往来。
- 与岛崎遥香各取名字的部分起了个“すずはるか（Suzuharuka）”（すず是日语汉字铃的读音，はるか是遥香的读音）的组合称呼。[6]
- 与团内的橫山由依和HKT48的多田爱佳生日同一天。也是AKB48秋葉原劇場的誕生日。

## AKB48參加歌曲演出

### 單曲CD選抜曲
- 崇尚麻里子
- 鬥魂

Under Girls名義
- 涙之Sea Saw Game
- 你的背影

Theater Girls名義
- 我的YELL

「Team研究生」名義
- 水果‧雪
- 黃金Center
- Anti

Team4名義
- 跑吧！企鵝

Team4+研究生名義
- 我們的花蕾

## 參加組曲
研究生「偶像的黎明」公演
1. 口對口的巧克力

Team研究生 Stage「恋愛禁止条例」公演
1. 傲嬌女生!

Team研究生 Stage「劇場的女神」公演
1. 男更衣室

TeamB 5th Stage「劇場的女神」公演
1. 永尾瑪莉亞（前座Girl）
2. 男更衣室※

※平嶋夏海的Under
TeamA 6th Stage「目擊者」公演
※倉持明日香的全員曲Under
1. 迷你裙的妖精（前座Girl）

TeamK 6th Stage「RESET」公演
1. 檸檬的年紀（前座Girl）
2. 心端的沙發※

※梅田彩佳的Under
Team4 1st Stage「我的太阳」公演
1. 不要叫我偶像（伴舞）
2. 愛的防衛

## 演出

### 電視劇
- 馬路須加學園 最終話（2010年3月26日、東京電視台） - 飾 馬路須加女学園學生
- 馬路須加學園2（2011年4月15日 - 7月1日、東京電視台） - 飾 ツリ

### 綜藝節目
- 有吉AKB共和国（2010年6月14日・8月30日 - 、TBS）
- 週刊AKB（2010年8月13日・10月22日・29日・2011年1月7日・6月17日・7月15日、東京電視台）
- AKBINGO!（2011年1月5日、日本電視台）
- AKB48神TV （家庭劇場）
  - 特別節目〜項目AKB in 澳門〜（2010年12月26日）
  - 特別節目〜年青研究生 in 關島〜（2011年4月17日）
  - 特別節目〜發現全新自我 「你好」韓國海軍部隊〜（2011年7月17日）
  - Season7　成為保鏢!（2011年7月24日・31日）
  - Season7　超越矢作的蘭蘭高爾夫（2011年9月18日）
  - 特別節目〜尋找澳大利亞的秘寶!〜（2011年11月6日）
  - Season9　超越矢作的蘭蘭高爾夫〜發球競賽篇〜（2012年3月4日・11日）
- 微妙〜（2011年11月10日・17日、ひかりTV（日语：ひかりTV））

### 體育節目
- 2011三井住友VISA太平洋マスターズ（日语：三井住友VISA太平洋マスターズ） プロアマチャリティートーナメント（2011年11月12日、TBS）
- わいわいガチGOLF（2012年1月1日、東京電視台）
- ごるふなでしこ（日语：ごるふなでしこ）（2012年4月7日 - 、東京電視台）

## 書籍

### 雑誌連載
- 日刊ゲンダイ（2011年6月1日 - 、日刊現代） - 「らんらんパワー全開」隔週星期三連載。

## 外部連結
- 堀製作官網個人介紹頁（日語）
- AKB48 in Horipro官網個人介紹頁（日語）
- GOLF WOMAN SPECIAL Vol.9 山内鈴蘭さん 2011.08.11 公开 （页面存档备份，存于）（日語）
- 山內鈴蘭的X（前Twitter）（日語）
- 山內鈴蘭的Instagram帳戶（日語）